# Odynerus decipiens
Odynerus decipiens är en stekelart som beskrevs av Henri Saussure. Odynerus decipiens ingår i släktet lergetingar, och familjen Eumenidae. Inga underarter finns listade i Catalogue of Life.